# 球根 (曲)
「球根」（きゅうこん）は、THE YELLOW MONKEYが1998年2月4日にリリースした通算14枚目のシングル。

## 概要
- 7thアルバム『PUNCH DRUNKARD』の収録曲のうち最初に曲作りを開始したこの曲は[1]、先行シングルとしてアルバムの1ヶ月前にリリースされた。
- グランジやオルタナティヴ調のギターとつぶやくような歌声が、激しく弾けてドラマチックに展開する衝撃的な曲である[2]。
- THE YELLOW MONKEY史上、唯一オリコンシングルチャート1位を獲得した。2週目にはオリコン14位にランクインし、2週連続ベスト10入りの記録は5作で途絶えた。
- 「真っ赤な情熱」と言う歌詞は当初「真っ赤な鮮血」となる予定であったが、スタッフに「何か事件があった場合、ラジオでかからなくなる可能性がある」と指摘され、吉井は「たくさんの人に聴かせたいし」、変更した[3]。
- 当時吉井は「10年に一度の曲ができた」と語っている[4]。ミュージック・ビデオの監督を務めた高橋栄樹はこの発言に触発され、「僕も10年に一度のビデオを作らなきゃな」と奮起し、「命を削った」と語るほどの膨大な時間をかけてMVが製作された。高橋は自身の最高傑作として今作のMVをあげている[5]。
- 1998年6月号の『ROCKIN'ON JAPAN』でhideがこの曲を絶賛している。hideが亡くなった当日のライブで演奏された「球根」について、吉井は「hideに向けて歌った」と語っている[6]。
- 2011年に全33公演行われた吉井和哉のソロツアー「Flowers & Powerlight Tour 2011」では本作がセットリストに組み込まれ、東日本大震災のチャリティーグッズとして球根が販売された。
- また再集結後は菊地英昭のソロギターを加えたことにより約5分の曲が倍の約10分となった。[要出典]

## 収録曲
1. 球根
（作詞・作曲：吉井和哉 / 編曲：THE YELLOW MONKEY）
NHK「ポップジャム」エンディングテーマ
後に同曲の英語バージョンが16枚目のシングル「SUGAR FIX」のカップリングとして全編英語詞で収録され、タイトルも「BULB」という英語のタイトルとなった。
2. 甘い経験
（作詞・作曲：吉井和哉 / 編曲：THE YELLOW MONKEY）
ライブでは、間奏で吉井が両手を左右に大きく振るダンスを披露する。「PUNCH DRUNKARD TOUR」最終公演ではスタッフもステージに上がってこのダンスを披露した。
こちらも後に英語バージョンが全編英語詞の「SUGAR FIX」としてイギリスでリリース、日本でも16枚目のシングルとしてリリースされた。
3. 球根 (Instrumental)
（作曲：吉井和哉 / 編曲：THE YELLOW MONKEY）

## 収録作品
＃1. 球根
- 『PUNCH DRUNKARD』（1998年3月4日）
- 『SUGAR FIX』（1998年8月21日）※英語バージョン
- 『SO ALIVE』（1999年5月26日）※ライブテイク
- 『GOLDEN YEARS Singles 1996-2001』（2001年6月13日）
- 『MOTHER OF ALL THE BEST』（2004年12月8日）※初回盤DISC3には英語バージョン
- 『砂の塔』初回限定盤　※ライブテイク

＃2. 甘い経験
- 『PUNCH DRUNKARD』（1998年3月4日）
- 『SUGAR FIX』（1998年8月21日）※英語バージョン

## カバー
＃1. 球根
- 加藤登紀子（2002年10月23日、アルバム『花筐』）
- THE BACK HORN（2009年12月19日、アルバム『THIS IS FOR YOU〜THE YELLOW MONKEY TRIBUTE ALBUM』）
- 吉井和哉（2012年「Flowers & Powerlight Tour 2011」2013年12月28日「20th Special YOSHII KAZUYA SUPER LIVE」）※セルフカバー、尚後述のライブはストリングス+沖仁によって別バージョンで披露された。